# Marinera norteña
La marinera norteña es una expresión cultural peruana. Esta danza es una variación bailada en el norte peruano, con diferencias respecto a las otras versiones de marinera como limeña, puneña y arequipeña, consideradas como un solo baile en diversas presentaciones y  patrimonio cultural de la humanidad. Es bailada principalmente en Trujillo, ciudad denominada como la Capital Nacional de Marinera y origen de ese estilo en el siglo XIX, pues es la principal sede del Concurso Nacional de Marinera que convoca multitudes entre concursantes, personalidades, turistas y espectadores nacionales.

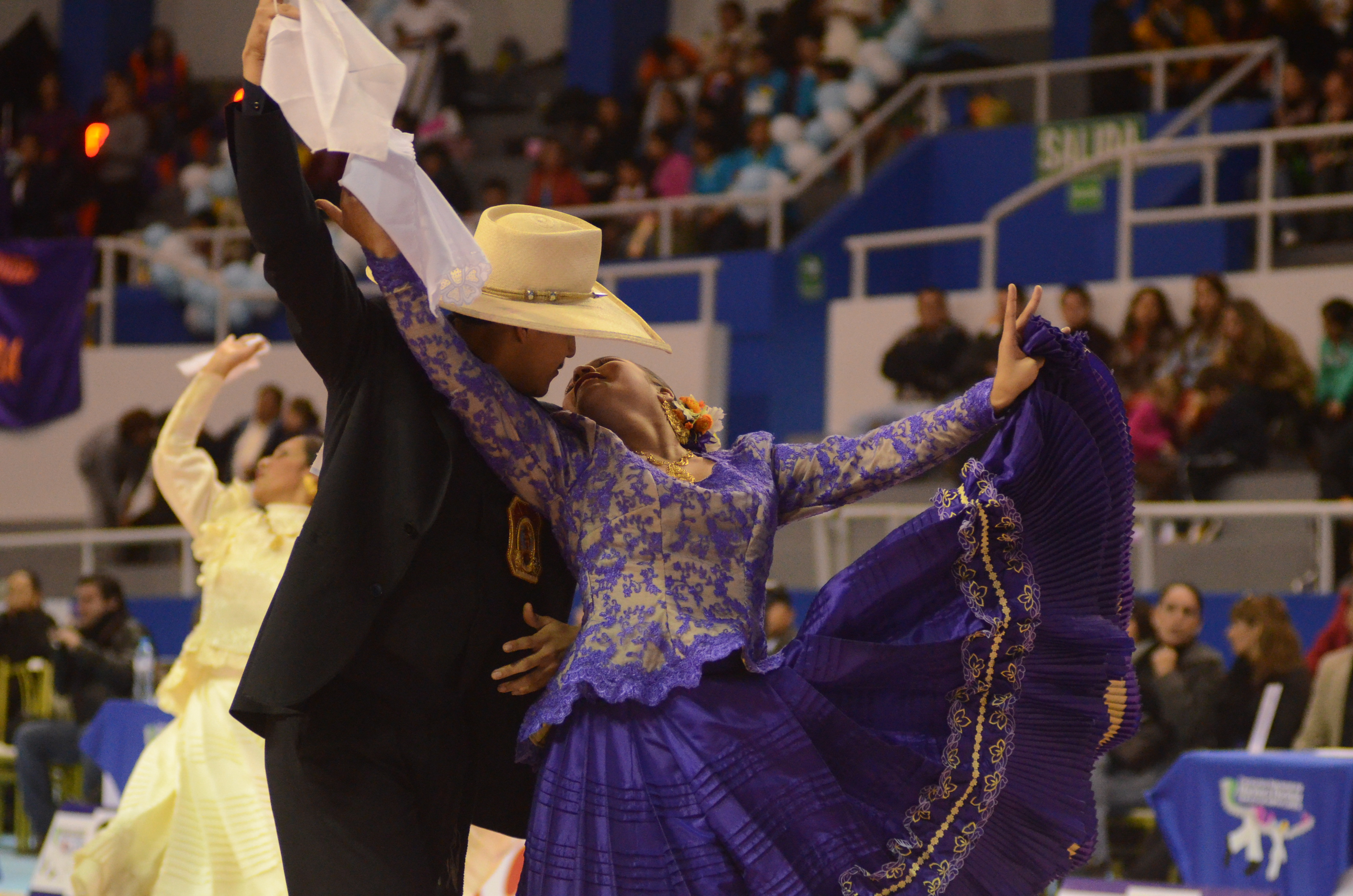
Pareja bailando marinera norteña

## Historia

### Fundador de la marinera
La marinera es producto del mestizaje hispano-indígena- africano y debe su nombre a Abelardo Gamarra Rondó, famoso escritor peruano, quien la bautizó así tras la guerra con Chile en 1879, en honor a la Marina de Guerra del Perú y las hazañas de Miguel Grau. Desde entonces se considera a este baile como un símbolo nacional. Su origen se remonta a fines del siglo XVII, durante el esplendor del virreinato. Ha evolucionado con el paso del tiempo y adquirido variantes en las regiones y departamentos del Perú y ha influido en los bailes regionales de los países vecinos: Chile, Bolivia y Argentina, hasta donde se extendió su alegre y contagioso ritmo.
En el Perú, varios investigadores hacen referencia a que la marinera varía según la región y que sus raíces se podrían encontrar en la danza del Chimo, oriunda de Lambayeque. Dicha información es respaldada por el obispo Baltasar Jaime Martínez Compañón quien, en 1760, tuvo su diócesis en el norte del Perú y realizaba innumerables viajes que le permitieron recopilar información detallada acerca de los aspectos de la vida cotidiana y celebraciones que se realizaban en la zona, donde encontró una danza parecida a la zamacueca. Esta experiencia se registra en las dos ilustraciones del Códice de Martínez de Compañón donde se retrata a un grupo de personas agitando pañuelos en cada una de las manos, bailando al son del arpa y el laúd, o del arpa y el violín.

### Aporte de Guillermo Ganoza a la marinera norteña
En 1960 Guillermo Ganoza Vargas creó un concurso de marinera (además de una tómbola) que le permitiese recaudar fondos para resolver la crisis organizacional y promover el desarrollo del club.

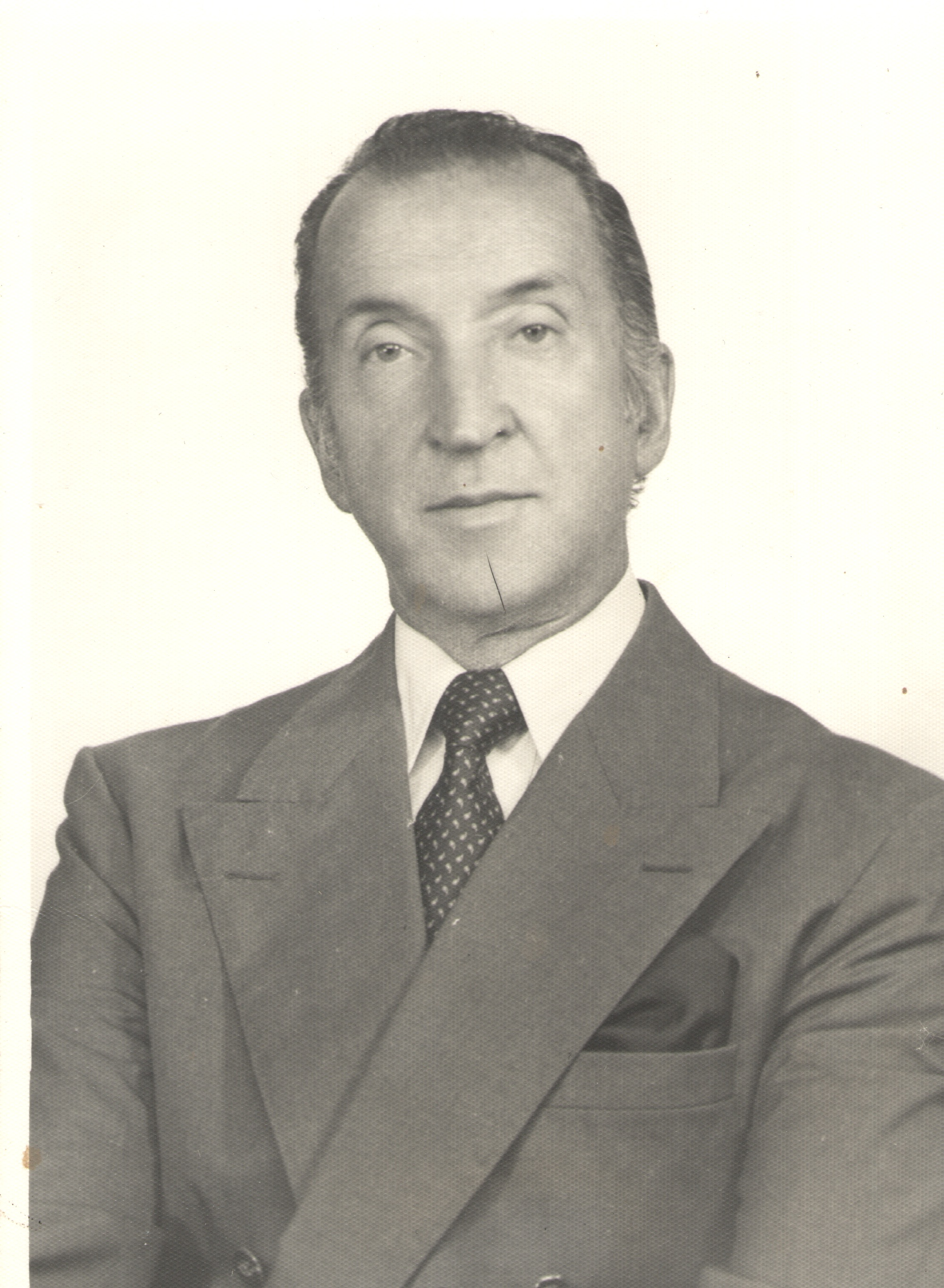
Guillermo Ganoza

La propuesta fue aceptada y apoyada por el resto de miembros, además del presidente del club de esa época, Juan Julio Ganoza Vargas. Fue este último quien publicó, el 7 de octubre, en el diario “La Industria” de Trujillo, el anuncio del “I Concurso Nor Peruano de Marinera” para el 20 de noviembre de 1960.
Para que el concurso tuviera mayor acogida, se necesitó de jurados e invitados reconocidos de la música criolla y folklórica. Como primer jurado estuvieron distintas celebridades como Alicia Maguiña, José Durand Flórez y Chabuca Granda, entre otros. Guillermo Ganoza ideó un concurso de marinera para mejorar la situación del Club Libertad, así como también, buscó dar a conocer y revalorizar la danza. 

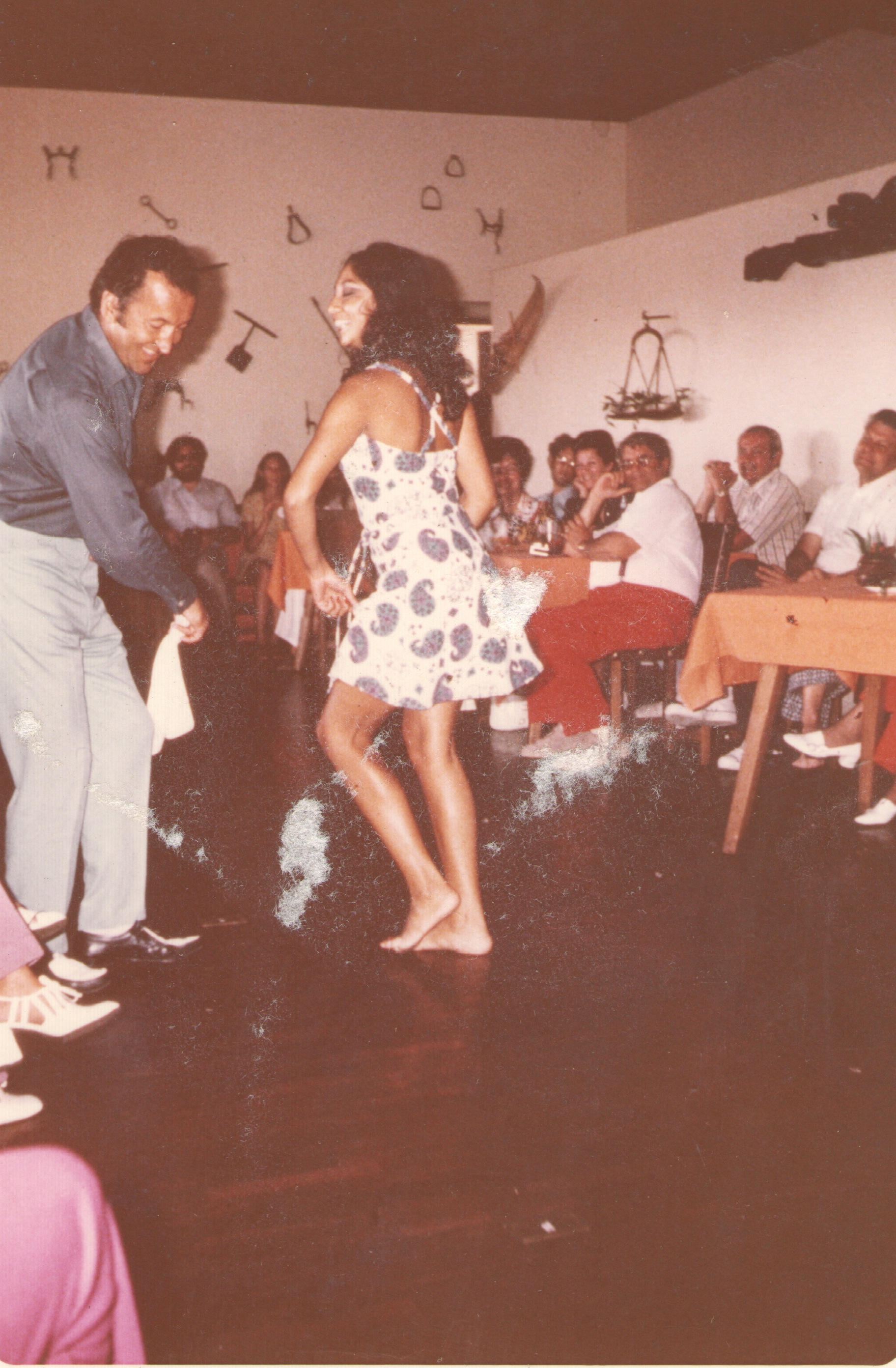
Guillermo Ganoza bailando marinera.

Debido a la creciente popularidad de  los ritmos musicales extranjeros y modernos como el twist y el rock & roll, que llamaban más la atención de los jóvenes, Ganoza pensó en un concurso de marinera para salvaguardar la tradición de este baile típico, legado de sus antepasados, y de esta forma decidió conmemorar este patrimonio cultural con más peruanos.  Asimismo, él fue quien se encargó de invitar a destacadas personalidades de aquella época como diplomáticos de diversas nacionalidades, ministros de Estado, intelectuales, militares del más alto rango, artistas con trayectoria internacional, incluso prensa extranjera y nacional. Incluso, el aporte de Ganoza en la revalorización de esta danza en el Perú se encuentra plasmado en los versos creados por Juan Benites Reyes, quien escribió una marinera en su honor llamada Don Guillermo. 
El certamen de marinera adquirió rápidamente popularidad, y en 1970, Guillermo Ganoza, junto a Jorge Quirós Villacorta, por entonces presidente del Club Libertad y los demás integrantes de su directiva, optaron por transferir el evento al coliseo cerrado Gran Chimú.
A partir de ahí, el Concurso Nacional de Marinera tiene una frecuencia anual y se realiza a fines del mes de enero. En siete días de concurso, con un promedio de mil parejas de baile seleccionadas en función a la edad en diez categorías, Trujillo vive su segunda fiesta más importante del año (la otra es el festival de la primavera) con importante flujo turístico interno y externo.

## Características de la marinera norteña
Bertha Saravia, una investigadora peruana, señala que la marinera norteña es entendida como un “baile de pareja mixta, artística, bella y alegre en la ejecución de pasos y figuras, en las cuales los varones enamoran con su personalidad y caballerosidad, mientras la dama coquetea insinuantemente”. Como indica Cerna en su tesis publicada en la Dirección Regional de Educación de Lima Metropolitana, el baile muestra una relación sumamente íntima entre la pareja por la coreografía inspirada en el “lenguaje del amor”.

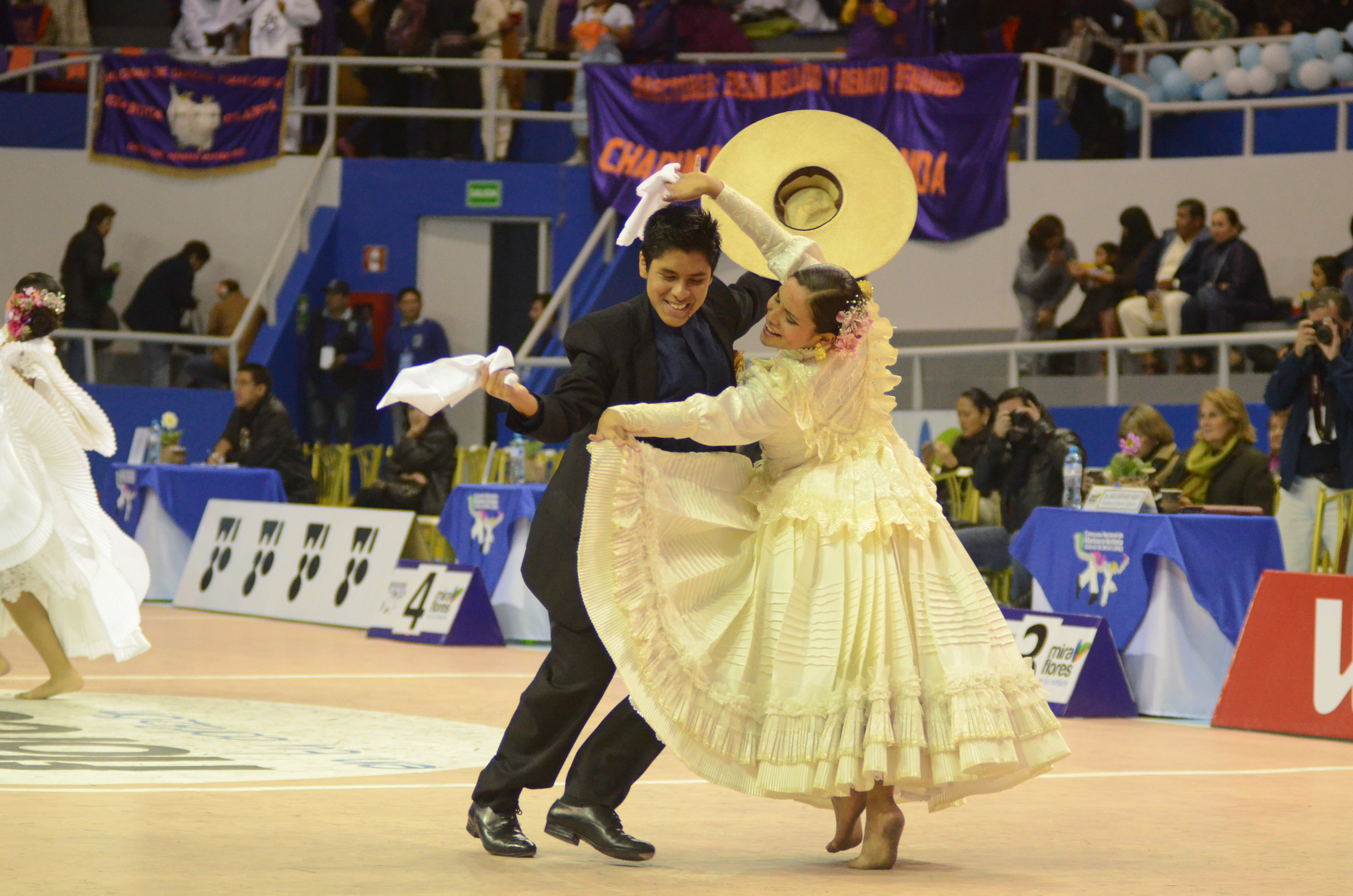
Pareja de jóvenes bailarines realizando un giro en el Concurso de Marinera Norteña

La marinera norteña es una de las variantes de la marinera más reconocida del Perú, por su libertad coreográfica y el marco musical en el cual se desarrolla.  Por ello, el componente principal que distingue la marinera limeña de la norteña, es que la primera es más señorial y elegante, además de tener una estructura musical más estricta, mientras que la segunda es más enérgica, espontánea y con una enorme carga sentimental.
Las características de esta danza son los desplazamientos amplios, mucha picardía y complicidad entre la pareja de danzantes. La sonrisa de parte de la mujer es un elemento constante que representa la afectividad de parte de ella hacia su pareja quien busca conquistarla con galantería.
Esta danza suele ser referida geográficamente a los departamentos de Piura, Lambayeque y La Libertad. Es este último departamento con el que suele haber una conexión más directa con la danza. Es ahí también que, desde 1960, se organizó el Primer Concurso Regional de Marinera en el Club Libertad que concentraba al emergente sector burgués de la capital liberteña.

## Canto

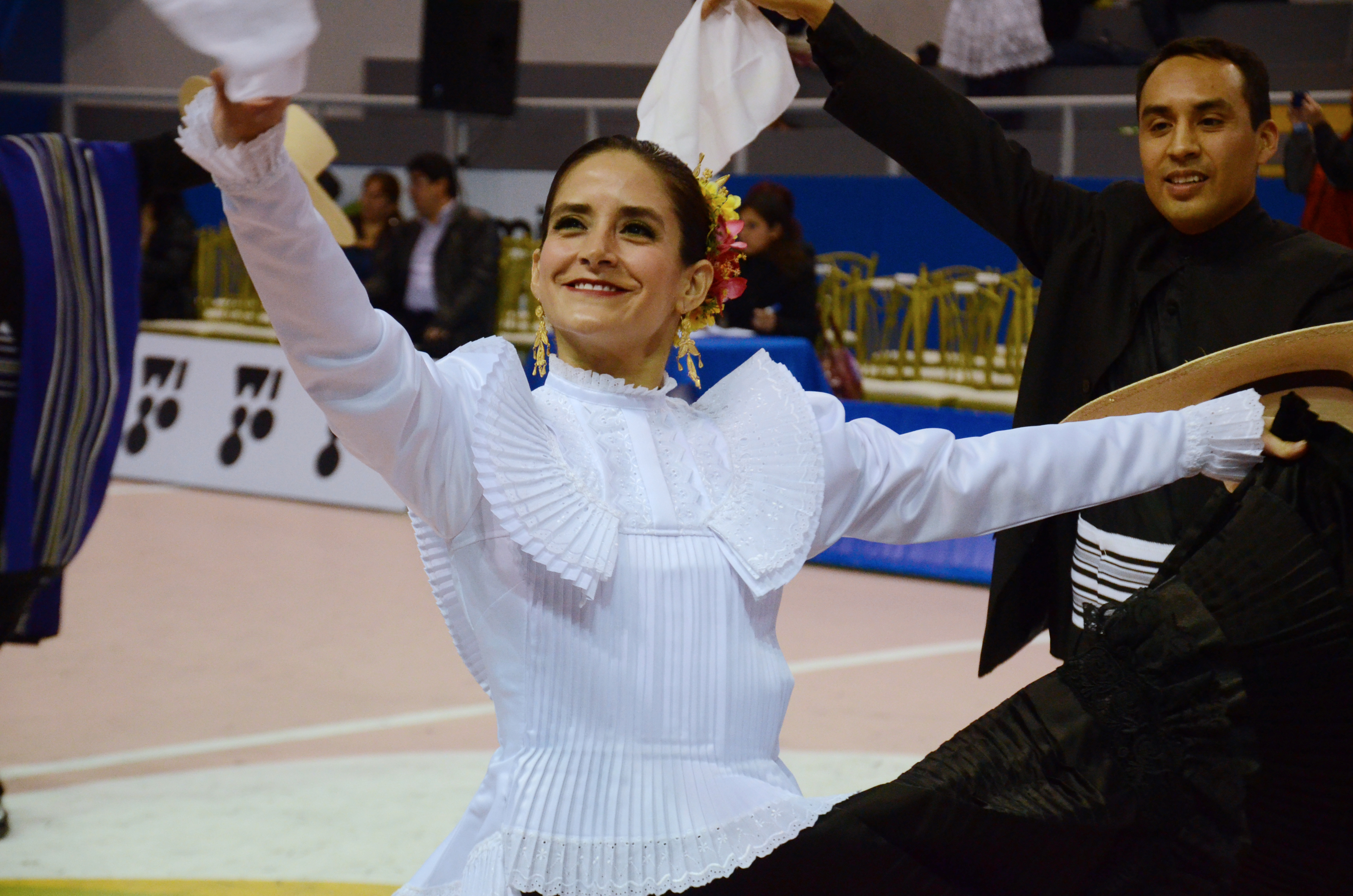
El Concurso de Marinera Norteña se realiza todos los años en el coliseo cerrado Gran Chimú ubicado en el departamento de Trujillo

A principios del siglo XX, la guitarra que había sido un instrumento de acompañamiento en segundo plano para instrumentos melódicos como la bandurria, el laúd y la mandolina. Sin embargo, los termina desplazando y asume un rol melódico principal que se llega a juntar con la voz.
Al pasar los años, surgen varios formatos alternativos como: orquesta de cuerda o metales, inclusión de acordeones o instrumentos de viento. Sin embargo, el elenco principal se concretó en dos guitarras (a veces complementadas por un bajo) y la adición del cajón; un instrumento de percusión asociado principalmente con esta danza y varios géneros afroperuanos.

## Vestimenta

### MUJERES
En esta danza típica, que se desarrolla en el norte del país, un componente principal es la vestimenta que usan tanto el varón como la mujer porque complementa la elegancia que transmiten sus movimientos.
Usan un saco y falda amplia, con pliegues y el cabello trenzado. Además, visten un camisón que suele tener bordados o adornos con tiras, un enague (prenda de ropa interior femenina que se ajusta a la cintura y se lleva por debajo de faldas y vestidos) y en la cabeza llevan adornos de flores.

#### Tipos de traje de marinera norteña

##### Mochera
La marinera mochera, en el distrito de Moche ubicado en Trujillo, se hizo famosa en 1958, “desde la vez en que una humilde bailarina del lugar les enseñó a las remilgadas señoras de ciudad cómo se danza con pies descalzos.” 
Usan un camisón que hace de blusa de algodón de diferentes colores. Es adornado con vistosos bordados, así como también, de encaje blanco o del mismo tono de la tela. Falda de tableros encontrados, uno o dos bobos adornados por bordados que representan: olas, caracoles y lomas. Se cubren con una manta negra y un sombrero de palma. Se baila descalza.

##### Huanchaquera
Conocida caleta de pescadores en el distrito de Huanchaco ubicado en Trujillo. El vestido consta de Capus (un estilo de blusa) de un solo tono sin combinación de colores. Mangas amplias desde el hombro hasta pasar el codo que llevan pliegues; los puños son pegados llevando botones o broches. Los sacos caen hacia adelante, hasta 4 dedos bajo la pretina de la falda; pero por detrás, caen en una larga cola con pliegues encontrados formando un abanico. Además, usan un conjunto interior completo. La falda tiene mínimo 2 bobos o algún otro adorno, ambos son tableados de norte a sur y siempre llevan contrabobo. Usan sombrero con lazo y bailan descalzas.

##### Monsefú
En el distrito de Monsefú de Chiclayo, las bailarinas usan un vestido negro sin mangas, confeccionado en raso brocado adornado con monedas bañadas en oro, además de cartuchos o  blondas recogidas o tableteadas. Se caracteriza por su gran vuelo en la falda (8 a 10 metros) y por ajustarse a la cintura con un llamativo lazo o fajín satinado. El lazo tiene una forma de ajustar y un color que varía según la edad y al estado civil de la mujer:
- Amarillo para una  niña.
- Rojo claro o rojo cardenal (púrpura) si se trata de una joven casadera.
- Y verde oscuro cuando lo viste una señora mayor.
- En caso de que la dama guardase luto, el lazo será de color negro.

Un camisón blanco de algodón; el cual se coloca debajo del vestido, con cuello redondo, mangas cortas y borde de faldón, los cuales deben quedar visibles.

### HOMBRES
Usan un terno de color blanco o color oscuro, una camisa, una faja, un poncho de lino y un sombrero.
Dentro de la misma región norteña existen diversas variaciones, por lo que cada lugar añade su singularidad en costura, bordados o tejidos típicos de la zona.
El elemento crucial en la vestimenta, y es algo que comparten la mujer y el hombre, es el pañuelo, implemento insustituible de la danza. Es de color blanco y de algodón, además de que funciona como una “prenda de comunicación”: debe expresar lo que cada uno desea decir.
El pañuelo que luce la mujer es bordado y alcanza diseños especiales cuando se realizan concursos importantes; así como también, el uso los accesorios como las alhajas de oro o plata, que son elaborados en su gran mayoría por artesanos, también son usados para la danza.
El pañuelo también presenta características específicas tanto para la mujer como para el varón; el que luce la mujer puede ser bordado y alcanza diseños especiales cuando se realizan concursos importantes, mientras que el varón lleva un pañuelo totalmente blanco sin ningún tipo de decoración.
Para ambos, el pañuelo se utiliza siempre en la mano derecha, en el dedo medio y sus movimientos se realizan formando un ocho con la muñeca. Transmiten elegancia, la expresión de cada parte coreográfica, marcaciones y cambios musicales. Su movimiento debe ser coordinado en pareja, la mujer lo usa como un instrumento de coquetería y el varón de galanura.

### Calzado
El hombre baila con o sin zapatos, dependiendo de su procedencia, ya sea de urbe o campesina; en cambio la mujer, no los usa. Con la práctica constante las plantas de los pies de las bailarinas se les curten y endurecen y pueden bailar descalzas sobre suelos irregulares, muy ásperos y con frecuencia extremadamente calientes sin que esto afecte la calidad del baile, lo que para ellas es motivo de gran orgullo.

## Estructura coreográfica
Existen coincidencias entre las descripciones que se han realizado, a lo largo del tiempo, con respecto a la coreografía que se ejecuta al danzar la marinera.

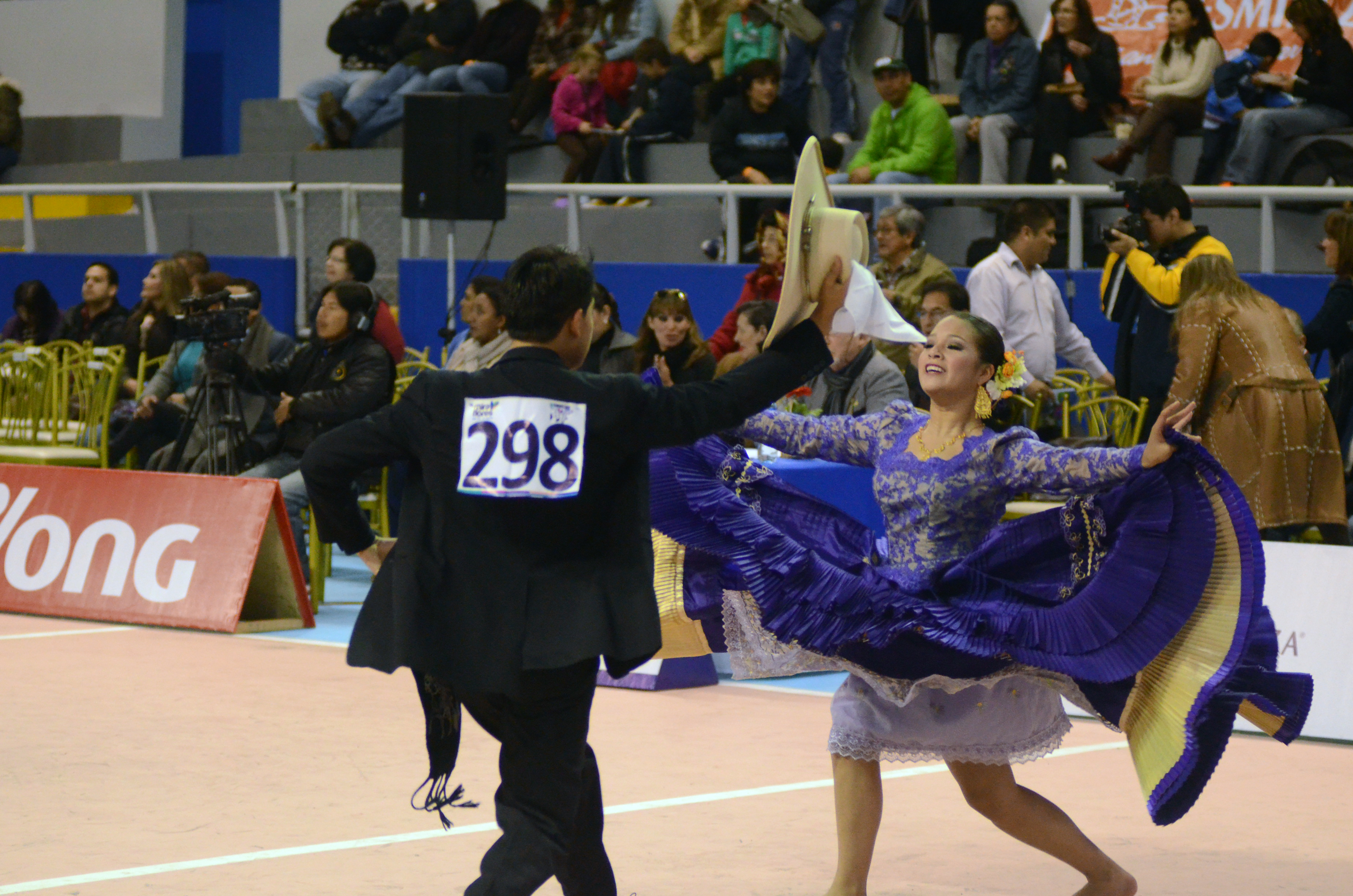
Participantes del Concurso de Marinera Norteña.

Descripción del baile en el siglo XIX, por Andre Bresson:

"La bailarina tiene en su mano derecha un pañuelo desplegado, al cual imprime un movimiento giratorio alrededor de su cabeza, haciendo, al parecer, un llamado al compañero. Éste, las manos en las caderas o bien agitando también su pañuelo, se acerca con confianza; pero entonces la coqueta bailarina comienza una serie de piruetas con las cuales evita las miradas de su compañero, que busca en vano tenerla de frente. Entonces, simulando indiferencia, él se pone a bailar con ardor por su propia cuenta; la dama vuelve a su encuentro inmediatamente, zapateando de una manera obstinada y provocadora, después retrocede y vuelve de nuevo a reconquistar su prestigio mediante un gran despliegue de gestos graciosos" (Bresson; 1879).

“Muchos bailarines en épocas de antaño, realizaban este baile con picardía, salerosidad y espontaneidad, notándose una comunicación de pareja al realizar el baile. La dama miraba con ojos insinuantes al varón y éste a su vez la enamoraba; asimismo los bailarines se dejaban llevar al ritmo que se tocaba; es decir, los movimientos que se ejecutaban se daban de acuerdo a la música. Los movimientos eran al ras del suelo y ambos mostraban sus habilidades para impresionarse mutuamente." 

Aunque la marinera norteña no sigue una coreografía rígida con movimientos consecutivos exactos, si presenta una estructura coreográfica compuesta por 5 fases, que equiparan las etapas que vive una pareja durante el enamoramiento: espera o introducción; paseo y saludo; coqueteos o careos; zapateo; remate y fase final. Además, predomina sobre todo la capacidad que tienen los danzantes para transmitir sentimientos con su rostro, acompañados por supuesto por la técnica para ejecutar los pasos tradicionales. “Una amplia sonrisa combinada con una mirada coqueta y enamoradora son elementos importantes en un bailarín de marinera norteña”.
Otros elementos característicos de la marinera norteña son la energía y el guapeo. La energía de los movimientos tradicionales son acompasados y los pasos se realizan al ras del suelo. En este desplazamiento la mujer es modesta con sus movimientos, mientras que, los movimientos del varón son más impetuosos.

## Impacto cultural
El Ministerio de Cultura declaró como patrimonio cultural del Perú a la marinera en el año 1986. Asimismo, la UNESCO consideró designar a la marinera como patrimonio cultural de la humanidad. Esta posibilidad, que surgió el 2011, se dio luego de que un representante de dicho organismo internacional acudió a la final del Concurso Nacional de Marinera de ese mismo año para poder evaluar adecuadamente si calificaba o no.
Desde el 2004 se realiza el primer concurso nacional de su estilo, realizado por primera vez en el Parque de la Exposición de Lima.
Además, esta iniciativa también fue impulsada por el alcalde de Miraflores de aquel momento, Jorge Muñoz, quien consideraba que, si la Danza de Tijeras y la Huaconada fueron declaradas patrimonio cultural inmaterial, la marinera merecía el mismo reconocimiento por el valor que tiene en el Perú.  Por otra parte, en Perú, está establecido el día nacional de la marinera. Esta celebración empezó el 2012 y tiene como fecha exacta el 7 de octubre. Asimismo, El baile de la marinera con su evolución y desarrollo en el tiempo, dio origen a la aparición de las academias, que son centros especializados donde se enseña esta danza, teniendo en cuenta cierta metodología y elementos coreográficos, movimientos que ofrecen estilización.

## Lista de Canciones
1. "La concheperla" - 3:22
2. "San Miguel de Piura" - 3:24
3. "Así Baila mi Trujillana - 6:21
4. "Chiclayanita" - 3:20
5. "El Gato Blanco" - 3:44
6. "El Turron" - 3:25
7. "La Veguera" - 3:31
8. "Sacachispas" - 3:38
9. "Batuta y Gloria" - 3:47
10. "La Centenaria" - 3:52
11. "Al Golpe de Cajon" - 4:14
12. "Palo Blanco" - 5:04
13. "El Huaquero" - 3:33
14. "Como el Mamey" - 3:38
15. "Dulce y Bonita" - 3:51
16. "Nadie Como Tu" - 3:59
17. "Blanquita Landauro" - 4:14
18. "Caja Trujillo, Orgullo Trujillano" - 5:12
19. "Candelita Trujillana" - 3:45
20. "Cholito Pantalon Blanco" - 4:03
21. "Al compas de la 32" - 4:13
22. "Amor Serrano" - 4:25
23. "Cielo Norteño" - 3:42
24. "Clan Burmester" - 4:45
25. "Club Libertad" - 4:32
26. "Con pañuelos al aire" - 4:51
27. "Constanza" - 6:22
28. "Coraje Cholo" - 4:34
29. "Corazón Corazón" - 3:42
30. "Cual es el mejor" - 3:41
31. "El Caballero del Sombrero" - 4:33
32. "El Danzante de la Marinera" - 1:36
33. "Sueño de Pochi" - 3:12
34. "El triunfador" - 5:05
35. "Gato Blanco" - 3:42
36. "Gracias Club Libertar por 50 años de Marinera" - 5:20
37. "Grandes amigos" - 4:49
38. "Homenaje al club Libertar" - 5:10
39. "Homenaje al Señor Memo Burmester" - 4:42
40. "Inolvidable Puerto Eten" - 4:27
41. "La Ascopana" - 4:22
42. "La Hamaca" - 4:21
43. "La Huanchaquera" - 4:16
44. "La Voz de la Calle" - 4:48
45. "La Trujillana" - 3:43
46. "Marinera de Corazón" - 3:32
47. "Mateo, El Huanchaquero" - 5:15
48. "Montonero Arequipeño" - 3:34
49. "Mujer Trujillana" - 3:20
50. "Proa al Puerto" - 4:20
51. "Que viva Chiclayo" - 3:19
52. "Rodrigo Fernando ( Mi Guaguito)" - 4:01
53. "Sacachispas" - 3:20
54. "Sarita" - 5:20
55. "Señor de la marinera" - 3:51
56. "Señorita Marinera" - 3:54
57. "Siempre arriba Perú" - 3:32
58. "Sonando con el cuero del tambor" - 3:24
59. "Trujillano ¡SI SEÑOR!" - 3:56
60. "Trujillo de fiesta" - 3:36
61. "Trujillo de mis amores" 4:00
62. "Veronica" - 4:29
63. "Viruñerita llena de amor" - 5:18
64. "Viva Trujillo" - 4:22
65. "Bailando con el balon" - 3:40
66. "300 libras de oro" - 3:27